# Rubielos de la Cérida
Rubielos de la Cérida – gmina w Hiszpanii, w prowincji Teruel, w Aragonii, o powierzchni 66,9 km². W 2011 roku gmina liczyła 43 mieszkańców.